# Рыков, Владислав Николаевич
Владисла́в Никола́евич Ры́ков (укр. Владислав Миколайович Риков; 17 июня 1993, Харьков — 7 февраля 2024, Курахово) — украинский военный лётчик, полковник, участник российско-украинской войны. Герой Украины (24 февраля 2024, посмертно).

## Биография
Родился 17 июня 1993 года в Харькове в семье военных. Отец и его брат были пилотами. Когда Владу было шесть лет, бандиты убили всю его семью. Влад получил ранения и остался жив.
Учился в Авиационном учебном кадетском центре им. Данила Дидыка, затем окончил Харьковский национальный университет Воздушных Сил имени Ивана Кожедуба.
Во время российского вторжения в Украину служил в составе 299-й БрТА на штурмовике Су-25. Имел 385 боевых вылетов.
Погиб 7 февраля 2024 года во время выполнения боевого задания.
Похоронен 11 февраля 2024 года в Виннице на Аллее Славы.
У Владислава осталась жена, дочь Мирослава (2017 г.р.) и опекун, названный отец Юрий Покусай.

## Награды
- Звание «Герой Украины» с удостоением ордена «Золотая Звезда» (24 февраля 2024, посмертно) — за личное мужество и героизм, проявленные в защите государственного суверенитета и территориальной целостности Украины, верность военной присяге.
- Орден Богдана Хмельницкого I степени (24 августа 2023) — за личное мужество и высокий профессионализм, проявленные в защите государственного суверенитета и территориальной целостности Украины, верность военной присяге.
- Орден Богдана Хмельницкого II степени (23 ноября 2022) — за личное мужество и высокий профессионализм, проявленные в защите государственного суверенитета и территориальной целостности Украины, верность военной присяге[5].
- Орден Богдана Хмельницкого III степени (8 августа 2022) — за личное мужество и высокий профессионализм, проявленные в защите государственного суверенитета и территориальной целостности Украины, верность военной присяге[6].
- Орден «За мужество» I степени (10 июня 2022) — за личное мужество и самоотверженные действия, проявленные в защите государственного суверенитета и территориальной целостности Украины, верность военной присяге, образцовое исполнение служебного долга[7].
- Орден «За мужество» II степени (18 мая 2022) — за личное мужество и самоотверженные действия, проявленные в защите государственного суверенитета и территориальной целостности Украины[8].
- Орден «За мужество» III степени (2 мая 2022) — за личное мужество и самоотверженные действия, проявленные в защите государственного суверенитета и территориальной целостности Украины, верность военной присяге[9].

## Память
- В 2024 году вышло третье дополненное издание книги стихов Людмилы Лиры «Реки войны», посвященное Владиславу Рыкову.

- 5 декабря 2024 года президент Украины Владимир Зеленский присвоил 203-й учебной авиационной бригаде имя Владислава Рыкова с официальным названием «203-я учебная авиационная бригада имени Владислава Рыкова Воздушных Сил Вооружённых Сил Украины»[10][11].